# Campionat de Catalunya de bàsquet 1940-1949
Detall de les edicions XV a XXIV del Campionat de Catalunya de basquetbol disputades entre els anys 1940 i 1949.

## XV Campionat de Catalunya 1940
- Campió: CB L'Hospitalet.[1]

Després del parèntesi obligat de la Guerra Civil, es reprengueren les activitats i amb elles el Campionat de Catalunya. Recordem que a equips com el Patrie no se'ls va permetre d'inscriure's. Les classificacions foren les següents:
- Classificació a Primera Categoria:
  - CB L'Hospitalet 24 punts i campió
  - CB Atlètic 22 punts
  - RCD Espanyol 16 punts
  - CE Laietà 16 punts
  - Unió Manresana 10 punts
  - CC Hospitalet 8 punts
  - CE Mataró 8 punts
  - CB Sabadell 2 punts
  - En el desempat per tercer lloc l'Espanyol venç el Laietà per 35-30.

- Classificació a Segona Categoria:
  - CB Santfeliuenc 22 punts, segon
  - CB Ripollet 22 punts i campió
  - UE Montgat 20 punts, quart
  - Joventut de Badalona 20 punts, tercer
  - CB Cornellà 12 punts
  - Pau Social de Calella 10 punts
  - UGE Badalona 6 punts
  - Asociación Condal 0 punts
  - En els desempats, Ripollet 38 - Santfeliuenc 27 i Joventut 39 - Montgat 31.

- Classificació a Tercera Categoria grup A:
  - BIM 10 punts i campió
  - JAPF Prat 8 punts
  - Gerundense 4 punts
  - CC Social 2 punts
- Classificació a Tercera Categoria grup B:
  - CE Natura 14 punts
  - UE Sants 12 punts
  - Centro Aragonés 8 punts
  - JP Hortense 4 punts
  - Santa Maria del Mar 2 punts
- El BIM fou campió final de la tercera categoria.

## XVI Campionat de Catalunya 1941
- Campió: CB L'Hospitalet[2]
- Classificació a Primera Categoria:
  - CB L'Hospitalet 26 punts i campió
  - RCD Espanyol 24 punts
  - FC Barcelona 20 punts
  - CE Manresa 16 punts
  - CB Ripollet 16 punts
  - CC Hospitalet 14 punts
  - CE Mataró 12 punts
  - CE Laietà 10 punts
  - CB Atlètic 6 punts

- Classificació a Segona Categoria:
  - Joventut de Badalona 24 punts i campió
  - CD Sabadell 20 punts
  - BIM 16 punts
  - UGE Badalona 14 punts
  - CB Cornellà 14 punts
  - UE Montgat 12 punts
  - CB Santfeliuenc 8 punts
  - Pau Social Calella 4 punts

- Classificació a Tercera Categoria grup A:
  - CE Natura 24 punts i campió de Tercera.
  - JACE Rubí 14 punts
  - CB Bages 14 punts
  - CB Olesa 12 punts
  - CAB Igualada 12 punts
  - CG Barcelonès 6 punts
  - CD Oriamendi 2 punts

- Classificació a Tercera Categoria grup B:
  - GEiEG Gerundense 18 punts
  - UE Sants 14 punts
  - Tívoli CPP 10 punts
  - CD Filatures 10 punts
  - CB Equis 6 punts
  - AD Farners 2 punts
  - JACE Mataró -
- A la final pel campionat de tercera categoria CE Natura 40 - GEiEG G. 27.

## XVII Campionat de Catalunya 1942
- Campió: FC Barcelona
- Classificació a Primera Categoria:
  - FC Barcelona 35 punts i campió
  - CE Laietà 30 punts
  - CB Hospitalet 28 punts
  - C. Joventut 22 punts
  - CE Manresa 20 punts
  - CD Sabadell 14 punts
  - RCD Espanyol 12 punts
  - CE Mataró 4 punts
  - CC Hospitalet 2 punts
  - CB Ripollet 2 punts

- Classificació a Segona Categoria:[3]
  - UE Sants 24 punts i campió
  - BIM 22 punts
  - UE Montgat 20 punts
  - UGE Badalona 18 punts
  - CB Atlètic 10 punts
  - CB Santfeliuenc 10 punts
  - CD Filatures 6 punts
  - CG Barcelonès 2 punts

- Classificació a Tercera Categoria grup A:
  - CD Oriamendi 26 punts
  - Imperio CB 24 punts
  - AD Hostafrancs 18 punts

- Classificació a Tercera Categoria grup B:
  - JACE Calella 16 punts
  - CC Badalona 10 punts
  - AD Farners 10 punts

- Classificació a Tercera Categoria grup C:
  - CN Reus 12 punts
  - Gimnàstic T. 8 punts
  - Escola de Treball 4 punts
  - Reus Deportiu 0 punts

- Entre els tres campions es disputà un torneig al camp del Mediterrani que acabà amb el triomf del Calella.
  - JACE Calella 4 punts i campió de Tercera
  - CN Reus 2 punts
  - CD Oriamendi 0 punts

## XVIII Campionat de Catalunya 1943
- Campió: FC Barcelona
- Participants a Primera Categoria:[4]
  - FC Barcelona (campió)
  - CE Laietà (segon)
  - RCD Espanyol
  - Joventut de Badalona
  - CE Manresa
  - UE Sants
  - BIM
  - CE Mataró
  - CB Hospitalet
  - CD Sabadell

- Participants a Segona Categoria:
  - Gimnàstic de Tarragona
  - UE Montgat
  - JACE Calella
  - CB Santfeliuenc
  - CD Oriamendi Manresa
  - CN Reus
  - CB Ripollet
  - CC Hospitalet
  - CB Atlètic
  - UGE Badalona

## XIX Campionat de Catalunya 1944
- Campió: CE Laietà
- Participants a Primera Categoria:[5]
  - CE Laietà (campió)
  - FC Barcelona
  - RCD Espanyol
  - CE Manresa
  - UE Sants
  - CC Hospitalet
  - CB Hospitalet
  - Joventut de Badalona
  - BIM
  - UE Montgat

- Participants a Segona Categoria:
  - CE Mataró
  - CD Sabadell
  - CB Ripollet
  - CB Santfeliuenc
  - CB Cornellà
  - JACE Calella
  - CB Atlètic
  - Gimnàstic de Tarragona
  - CC Badalona
  - UGE Badalona

## XX Campionat de Catalunya 1945
- Campió: FC Barcelona

Aquesta temporada la competició comença el gener de 1945. El nombre de participants s'augmenta de 10 a 12 a la màxima categoria. Al final el FC Barcelona amb 43 punts en resulta campió per 41 de Laietà i el Montgat.
- Participants a Primera Categoria:[6]
  - CB Hospitalet
  - RCD Espanyol
  - Club Joventut
  - FC Barcelona (campió)
  - UE Montgat
  - CE Laietà
  - BIM
  - CE Mataró
  - CC Badalona
  - JACE Calella
  - CE Manresa
  - CC Hospitalet

- Participants a Segona Categoria:
  - CB Ripollet
  - CE Sabadell
  - CB Mollet
  - UE Sants
  - UGE Badalona
  - Asociación Condal
  - AD Mataró
  - CB Santfeliuenc
  - Rosario
  - CB Olesa
  - AD Hostafranchs
  - CE Mediterrani
  - CB Cornellà
  - Intrepidos
  - CB Atlètic
  - CP Sant Josep

## XXI Campionat de Catalunya 1946
- Campió: FC Barcelona
- Participants a Primera Categoria grup A:[7][8]
  - UE Montgat
  - Club Joventut
  - JACE Calella
  - CE Manresa
  - FC Barcelona (campió)
  - CP Sant Josep de Badalona

- Participants a Primera Categoria grup B:
  - CE Laietà
  - BIM
  - UGE Badalona
  - CC Hospitalet
  - RCD Espanyol
  - CC Badalona
- Els dos primers classificats de cada grup passaren a la fase final. Aquests foren: Barcelona, Montgat, Laietà i Espanyol. La final la disputaren Barcelona i Laietà, amb triomf blaugrana.

- Participants a Segona Categoria grup A:
  - CE Mataró
  - CB Hospitalet
  - CB Santfeliuenc
  - AD Mataró
  - CE Mediterrani
  - CB Ripollet
  - CB Cornellà
  - CB Mollet
  - CB Olesa
  - UE Sants

- Participants a Segona Categoria grup B:
  - Rosario
  - CB Atlètic
  - CE Hispano Francès
  - Llobregat
  - Asociación Condal
  - AD Hostafrancs
  - FJ Hospitalet
  - Intrépidos
  - Teià
  - Montserrat

## XXIV Campionat de Catalunya 1949
- Campió: Club Joventut de Badalona
- Participants a Primera Categoria:[9]
  - Joventut de Badalona (campió)
  - FC Barcelona (segon)
  - UE Montgat (tercer)
  - CC Badalona
  - JACE Calella
  - CB Mollet
  - CE Laietà
  - CP Sant Josep de Badalona
  - BIM
  - CC Hospitalet
  - Gimnàstic de Tarragona
  - CB Cornellà

- Participants a Segona Categoria:
  - AD Mataró
  - RCD Espanyol
  - CE Sabadell
  - CE Mataró
  - CB Ripollet
  - UGE Badalona
  - CB Hospitalet
  - CB Santfeliuenc
  - CE Manresa
  - AD Hostafrancs
  - Ateneu Monserrat
  - UA Horta